# Поліванов Євгеній Дмитрович
Поліва́нов Євге́ній Дми́трович (рос. Поливанов Евгений Дмитриевич; 28 лютого (12 березня) 1891, Смоленськ, Російська імперія — 25 січня 1938, розстрільний полігон «Комунарка», Московська область, РРФСР) — радянський лінгвіст, сходознавець та літературознавець.
Один із засновників Товариства вивчення теорії поетичної мови, учасник Громадянської війни, наприкінці 1917 — початку 1918 років завідувач Східним відділом Народного комісаріату закордонних справ, один з двох заступників Л. Д. Троцького, співробітник Комуністичного інтернаціоналу (Третього інтернаціоналу), професор ряду університетів. Один з основоположників радянської соціолінгвістики та історичної фонології, творець оригінальної теорії мовної еволюції, активний критик марризму, автор багатьох наукових робіт з мов Середньої Азії та Сходу (зокрема, Системи Поліванова — системи запису японських слів кирилицею), розробник методик вивчення російської мови для не носіїв.
Народився у Смоленську 12 березня 1891 року. 1914 року опублікована перша наукова праця: «Порівняльно-фонетичний нарис японської та рюкюської мов». У 1919 році, у віці 28 років, отримав звання професора. 1 серпня 1937 року був арештований за звинуваченням у шпигунстві на користь Японської імперії. На суді винним себе не визнав. 25 січня 1938 року розстріляний та похований на полігоні «Комунарка». Реабілітований 3 квітня 1963 року.

## Біографія

### Ранні роки
Поліванов Євгеній Дмитрович народився 12 березня (28 лютого за юліанським календарем) 1891 року в місті Смоленськ у збіднілій дворянській сім'ї. Рід Поліванова, тюркського походження, оселився на території Московського князівства ще за часів правління великого князя Дмитра Донського.
1908 року майбутній вчений закінчив гімназію та переїхав до Петербурга, де здобув дві філологічні освіти: 1911 року Євгеній Поліванов закінчив Практичну східну академію з японського розряду, а в 1912 році — історико-філологічний факультет Петербурзького університету.
Серед його університетських викладачів були два найвідоміших лінгвіста того часу — І. О. Бодуен де Куртене та Л. В. Щерба. Лінгвістичні погляди Є. Поліванова формувалися під їхнім впливом.
Протягом наступних двох років після закінчення навчання, Є. Поліванов працював одночасно в декількох місцях (приватна гімназія Йозефовича та жіночі педагогічні курси нових мов); він викладав французьку, російську та латинську мови, а також загальну фонетику. Окрім роботи він займався вивченням іноземних мов, а також у цей час почав публікувати свої перші наукові роботи. Отже, у 1914 році було опубліковане його дослідження «Порівняльно-фонетичний нарис японської та рюкюської мов», в якому Є. Поліванов зробив спробу виявити загальні коріння японської мови та віддалено споріднені їй діалектів островів Рюкю.

### Поїздки до Японії
Свою першу подорож до Японії Є. Поліванов здійснив у травні 1914 року. Цю експедицію спонсорувало Російсько-японське товариство. Після прибуття до Наґасакі вчений, як пізніше з'ясував японський лінгвіст Мураяма Сітіро, відправився у рибальське селище Міе. Досліджуючи місцевий діалект, який в значній мірі відрізняється від японської літературної мови, Євгеній Поліванов провів у селі більшу частину літа. Після Наґасакі науковець направився до Кіото — колишньої столиці Японії. Метою цієї поїздки було дослідження особливостей кіотського діалекту, зокрема специфіки його наголосу.
Наприкінці своєї подорожі Євгеній Дмитрович відвідав Токіо. Як і раніше, він досліджував місцеву мову; крім того, в столиці можна було зустріти носіїв різноманітних діалектів. У період з 5 по 13 жовтня 1914 року вчений працював у фонетичній лабораторії, яка розташовувалася у Токійському імператорському університеті. дослідник спілкувався з японськими лінгвістами, а також зустрівся у Токіо з двома російськими японістами: О. О. Розенбергом та М. Й. Конрадом.
Кошти, виділені Російсько-японським товариством, починали закінчуватись, і в кінці жовтня — початку листопада 1914 р. науковець повернувся до Петербургу. До весни він займався обробкою отриманих матеріалів, склав магістерські іспити та планував свою наступну поїздку до Японії. Цього разу поїздку спонсорував Російський комітет вивчення Середньої і Східної Азії, який очолював у той час академік Вільгельм Радлов.
Влітку 1915 року Є. Поліванов прибув до Токіо, плануючи знову зустрітися з людьми, з якими працював минулого року. Однак, через літні канікули, з професорами Токійського імператорського університету вдалося зустрітися лише у вересні, за кілька днів до від'їзду. У столиці, а потім в Кіото Євгеній Поліванов досліджував кіотський діалект: вченому вдалося скласти фонетичний словник (близько 14 000 слів), створити нарис морфології і записати декілька текстів. Вирішивши продовжити вивчення тосакського діалекту, розпочате ним у минулому році, науковець вирушив на острів Сікоку. Там він оселився в невеликому поселенні Мороґі біля міста Коті, де досліджував мову місцевих жителів.

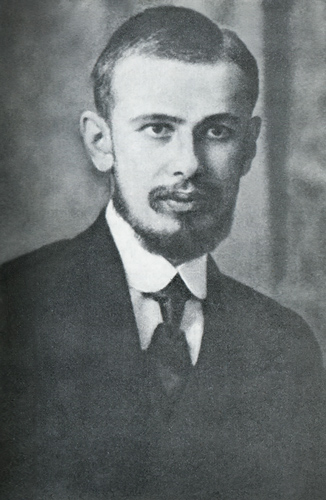
Поліванов в Японії, 1916 рік

Перед поверненням до Росії, Євгеній Поліванов ще раз побував у Токіо, де продовжував вивчати діалект уродженців Кіото, префектури Наґасакі (вченим був складений фонетичний словник одного з наґасакських діалектів приблизно на 10 000 слів) та рюкюських островів (діалект Нафа). У вересні Є. Поліванов покинув столицю Японії. У ході цієї поїздки він спілкувався з Розенбергом, Конрадом та молодим японістом Н. О. Невським.
У Петрограді (Петербурзі) Є. Поліванов, який вже зарекомендував себе публікаціями з японістики, був запрошений на посаду приват-доцента на кафедру японської мови (що було всупереч традиції, згідно з якою людей, які не закінчили факультет, на цю посаду не назначали). Людиною, яка запросила Євгенія Поліванова, був декан східного факультету — М. Я. Марр. Є. Поліванов читав різні курси, приділяючи особливу увагу питанням фонетики та діалектології. Почалася публікація експедиційних результатів, а 1917 року була видана його книга «Психофонетичне спостереження японських діалектів».
Про третю поїздку Поліванова до Японії (літо 1916 року) відомо небагато. Її підтверджує японська сторона, але російських документів не збереглося, нема інформації і про те, хто фінансував подорож. Існує думка, що вчений працював на російську військову розвідку. За деякими даними, він під час цієї поїздки відвідав Китай.
Отже, за час своїх подорожей, Є. Поліванов ознайомився майже з усіма основними японськими діалектними групами: північно-східною (Аоморі, Акіта), східною (Токіо), західною (Кіото, Мороґі), південною (Наґасакі, Кумамото, Ойта) та окремою групою діалектів Рюкю (Наха).

### Товариство вивчення теорії поетичної мови
1914 року в Петрограді почав формуватися гурток філологів-формалістів, який став згодом відомим як Товариство вивчення теорії поетичної мови. Одним із засновників гуртку став Є. Поліванов, який приєднався до В. Б. Шкловського та Л. П. Якубінського у другій половині 1914 року. Статті Євгенія Поліванова увійшли в першу «Збірку з теорії поетичної мови» (випущену восени 1916 року) — одне з основних видань ТВТПМу

### Революційний час
Є. Поліванов займався не тільки науковою діяльністю, але й активно брав участь у політичному житті країни. 1917 року він приєднався до лівих меншовиків і очолив відділ преси міністерства закордонних справ Тимчасового уряду. У ході Жовтневої революції він перейшов на сторону більшовиків і з листопада 1917 року став виконувати обов'язки одного з двох заступників народного комісара закордонних справ Л. Д. Троцького, зокрема готував перший варіант тексту Брестського миру. Виконуючи урядове завдання, Є. Поліванов переклав і опублікував секретні договори царського уряду з іншими державами. Однак на початку 1918 року між Євгенієм Полівановим та Л. Троцьким стався конфлікт, в ході якого тоді чинний народний комісар звинуватив вченого у зловживанні службовим становищем (пізніше він також говорив про пристрасть Є. Поліванова до алкоголю і його приналежність до чорносотенців Союзу російського народу). Через ці звинувачення науковець опинився під слідством, за результатами якого його виправдали, але він був вимушений залишити посаду заступника народного комісара закордонних справ.
У тому ж році Поліванов став працювати завідувачем Східним відділом Інформаційного бюро Північної області, пізніше — організатором китайської комуністичної секції при Петроградському комітеті РКП(б).
Також він продовжував свої наукові дослідження та викладацьку діяльність. 1917 року вийшла його стаття про японську транскрипцію, протягом двох наступних років — ще кілька робіт з японської мови. Після реформи російської орфографії 1918 року він виступив на її підтримку. Поєднуючи політичну, наукову та викладацьку діяльність, Є. Поліванов 1919 року вступив до РКП (б) і отримав у 28 років звання професора.
У першій половині 1920-тих років Є. Поліванов почав вживати наркотики (зокрема героїн). 1926 року, через наркоманію, було призупинено його членство в партії.
1921 року він переїхав до Москви, де почав працювати заступником начальника Далекосхідного відділу Комуністичного інтернаціоналу і став завідувати східним сектором в КУТСі. У тому ж році Поліванов був відряджений Комуністичним інтернаціоналом до Ташкенту. З кінця року він працював професором Середньоазіатського університету і заступником голови Державної вченої ради Туркестанської АРСР. У цей період Євгеній Поліванов почав дослідження мов Середньої Азії: 1922 року на II-му з'їзді узбецьких працівників освіти він у своїй доповіді запропонував латинський алфавіт для узбецької мови; рік по тому вийшла його брошура, присвячена проблемам реформи писемності деяких тюркських мов; пізніше він продовжив займатися питаннями узбецької писемності і випустив статтю про казахський алфавіт. У 1924 та 1925 роках Поліванов працював у Ташкенті завідувачем Головного управління у справах літератури і видавництв. 1924 року, за наказом Військової академії, їздив до Москви для викладання японської мови. 1926 року Євгеній Поліванов продовжував займатися питаннями писемності ряду тюркських мов, а також їздив до Владивостоку, де працював професором японської мови у Далекосхідному університеті. У травні йому надали відрядження, і вчений відправився до Японії, де провів декілька днів.
Восени 1926 року вченого запросили до Москви. Переїхавши, він працював у КУТСі та головував у лінгвістичній секції РАНДІСНі. Вчений активно займався науковою діяльністю: видавалися його роботи про мови народів СРСР та Сходу, зокрема, вийшла праця «Вступ до мовознавства для сходознавчих вузів». У червні 1927 року разом з М. Ф. Яковлевим та Л. І. Жирковим він брав участь у засіданнях Комісії з уніфікації алфавіту Пленуму Всесоюзного центрального комітету з введення нового тюркського алфавіту. 1928 року Євгенія Поліванова обрали до складу Наукової ради Всесоюзного центрального комітету нового тюркського алфавіту. У цьому ж році в збірниках «Культура і писемність Сходу», а також у періодичній пресі були опубліковані статті, в яких Є. Поліванов підсумував результати своєї роботи, пов'язаної з діяльністю наукової ради та комісії. Крім цього, він продовжував писати оглядові статті, де давав загальний нарис реформи графіки народів СРСР.

### Виступ проти марризму
У 1923—1924 роках сформувалося «нове вчення про мову» («яфетична теорія»), автором якого був М. Я. Марр. Науковий авторитет академіка, його ідеї про всесвітню мову та різка ворожість науці Заходу і дореволюційної Росії залучили на його бік безліч людей. На кінець 20-х років марризм, який підтримувала влада, фактично став монопольним напрямом у радянському мовознавстві. Від інших лінгвістів вимагали повного визнання «нового вчення про мову» і слідування його ідеям. Всі інші напрямки у науці викорінювалися.
Мало хто насмілювався виступати проти цього вчення. Одним з таких людей був Є. Поліванов. Спочатку він спокійно ставився до теорії Марра та навіть знаходив у ній деякі цінні ідеї. Але, позитивно оцінюючи досягнення Миколи Марра у порівняно-історичному вивченні південнокавказьких мов, він не міг прийняти яфетичної теорії зважаючи на її необґрунтованість мовними фактами.
У лютому 1929 року Євгеній Поліванов виступив у Комуністичній академії з доповіддю, де довів недоведеність і хибність марровских ідей. Однак марристи на чолі з В. М. Фріче та В. Г. Аптекарем відповіли Поліванову у дусі викривальної полеміки, навіть звинувативши його у приналежності під час революції до чорносотенної організації. Настрій слухачів, серед яких переважали нелінгвісти, було також не на його користь, і вчений не отримав підтримки.
З цього моменту почалися цілеспрямовані цькування вченого. Він втратив можливість працювати у Москві. 1929 року він виїхав до Самарканду, де став працювати в Узбецькому Державному НДІ; 1931 року вчений переїхав з інститутом у Ташкент. Але навіть в Середній Азії марристи продовжували його переслідувати. У тому ж році Є. Поліванову вдалося випустити книгу «За марксистське мовознавство», в якій він знову критикував марризм. Після цієї події цькування розгорнулося з новою силою, і Євгеній Поліванов позбувся можливості друкуватися у Москві та Ленінграді (Петербурзі). Однією з останніх його опублікованих робіт стала стаття про японську мову у Великій радянській енциклопедії.

### Арешт та смерть

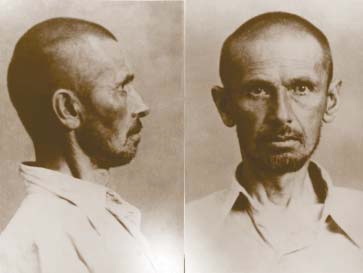
Фото зі слідчої справи

З 1934 року Є. Поліванов жив у місті Фрунзе (нині Бішкек), працюючи професором в Киргизькому інституті культурного будівництва, де викладав різні предмети включно з політекономією. Разом з викладацькою діяльністю він активно займався дослідженням дунганської мови та працював над перекладом киргизького епосу «Манас»
В кінці липня 1937 року з Москви до Фрунзе приходить шифротелеграма, підписана заступником народного комісара внутрішніх справ М. П. Фріновським, з розпорядженням заарештувати професора Поліванова та доставити його до Москви. Арешт відбувся у ніч на 1 серпня. Незабаром вченого перевезли до столиці, на Луб'янку. Євгеній Поліванов був звинувачений у роботі на іноземну розвідку та шпигунстві за статтею 58-1а КК і направлений в Бутирську в'язницю. До вченого застосовували незаконні методи допиту, його примушуючи давати неправдиві показання; у протоколі від 15 жовтня йдеться про шпигунську діяльність Поліванова, який нібито працює на японську розвідку з 1916 року. Увійшов в першу категорію (розстріл) до списку «Москва-центр» від 1 листопада 1937 року, за поданням начальника 8-го відділу ГУГБ НКВД В. Е. Цісарського. Є. Поліванов підписав протокол, але його почерк помітно відрізняється від звичного, що пояснюється, на думку дослідників, наслідком тортур.
25 січня 1938 року відбулося закрите засідання Військової колегії Верховного суду СРСР, на якому Є. Поліванов відмовився від свідчень, які він дав на попередньому слідстві, і не визнав себе винним. Суд визнав його винним у скоєнні злочинів, передбачених статтями 58-1а, 58-8 та 58-11 КК РРФСР, і засудив до вищої міри покарання. Того ж дня Поліванов Євгеній Дмитрович був розстріляний на полігоні Коммунарка і там же похований.

### Реабілітація
Підставою для початку перегляду справи став лист директора Інституту мовознавства АН СРСР Б. А. Серебреннікова від 25 грудня 1962 року на ім'я Генерального прокурора СРСР Р. А. Руденко. Також були розглянуті свідчення інших осіб, які знали Є. Поліванова: Ю. Я. Яншансіна, К. К. Юдахіна, Б. М. Юнусаліева, В. Б. Шкловського та В. А. Каверіна — всі вони дали позитивну характеристику вченого.
3 квітня 1963 року Пленум Верховного Суду СРСР ухвалив скасувати вирок, а справу Є. Поліванова закрити за відсутністю в його діях складу злочину.

## Особисте життя
1921 року Євгеній Дмитрович одружився з Бригіттою Альфредівною Нірк (1899—1946). За походженням естонка, народилася в місті Валга, пізніше жила в Ревелі (нині Таллінн), навчалася в Петроградському університеті. Після арешту чоловіка виїхала у Ташкент. 17 листопада 1937 року в місто Фрунзе з Москви прийшло розпорядження про її арешт як «дружини ворога народу», але розшукати її вдалося лише через деякий час. Арешт відбувся 10 квітня 1938 року в Ташкенті, слідство проходило у Фрунзе. 13 листопада того ж року була засуджена на 10 років таборів як «агент польської розвідки». 1 липня 1946 року померла у тюремному таборі біля міста Каргополь, реабілітована 1989 року.
У Ташкенті та Фрунзе разом з ними жила сестра Бригіти — Аврелія Альфредівна Нірк. Її доля після 1937 року не відома.

## Наукова діяльність
Євгеній Поліванов був лінгвістом широкого профілю та працював у багатьох галузях мовознавства.
Зробив вагомий внесок у дослідження японістики. Під час своїх поїздок до Японії, Є. Поліванов першим у світовій науці визначив характер японського наголосу, а також почав систематичне вивчення японської акцентуації і діалектології. Він описав фонологічну систему літературної мови та низки діалектів, запропонував реконструкцію праяпонської фонологічної системи та висунув гіпотезу про піджинговий характер японської мови, її спорідненість з австронезійською та алтайською мовними групами. Він був одним із перших, хто запропонував цю теорію, яка була визнана сучасною наукою. 1917 року ним була запропонована система запису японських слів кирилицею, яка широко використовується і досі. У співавторстві з О. В. Плетнером Є. Полівановим була видана граматика японської мови.
Роботи вченого зіграли особливу роль у розвитку радянської китаїстики. Є. Полівановим були відзначені особливості китайської фонетики; спільно з А. І. Івановим їм була створена граматика китайської мови. Він розробив фонетичну теорію, запропонувавши поняття слогофонеми, і заклав основи теорії складного слова. Його ідеї згодом продовжили розвивати інші вчені.
Є. Поліванов досліджував питаннями походження корейської мови. Він був одним з перших лінгвістів, які застосували метод внутрішньої реконструкції для аналізу неіндоевропейских мов. У 1923 році він сформулював гіпотезу про спорідненість корейської та алтайських мов, яка у 1927 році була розвинута у теорію про алтайське походження корейської мови. Незалежно від Поліванова до таких же висновків дійшов Г. Й. Рамстедт, завдяки роботам якого, ця теорія отримала визнання у світовій науці.
Вчений брав участь у мовному будівництві, займаючись створенням писемностей та літературних норм для мов народів СРСР, зокрема мов Середньої Азії (узбецької, дунганської та ін.) Він також розробив лінгвістичні та методичні основи вивчення російської мови для не носіїв.
Євгеній Дмитрович — один з основоположників радянської соціолінгвістики. Він обґрунтував необхідність соціальної діалектології поряд з територіальною діалектологією. Ним висунута теорія про залежність темпів мовної еволюції від темпів розвитку суспільства. Слушно критикуючи теорію кліматичних умов, теорію відстані, на якій мешкають носії мови, расову теорію, теорію милозвучності тощо, Є. Д. Поліванов відводить суттєву роль в еволюції соціально-економічним умовам, в яких проживають носії мови. Концепція Поліванова була розвинена у 1960-х роках М. В. Пановим, який сформулював теорію мовних антиномій.
Є. Д. Поліванов одним із перших застосував принцип системності до історії мови і створив оригінальну концепцію мовної еволюції (яку називав лінгвістичною історіологією), намагаючись поєднати у ній ідеї історика М. І. Кареєва з положеннями діалектичного матеріалізму. Вчений не встиг створити цілісну теорію, але висунув ряд загальних принципів і розробив її фрагмент — конвергентно-дивергентну теорію, що стала основою діахронічної фонології та деяких інших розділів діахронічної лінгвістики. Формули Є. Поліванова, узагальнюючи весь попередній досвід дослідження звукових змін, є одним з фундаментальних відкриттів порівняльно-історичної фонетики.
Говорячи про різницю між синтаксисом, морфологією і лексикою, Євгеній Поліванов вперше розглянув фразеологію як самостійну лінгвістичну дисципліну. У 1928 році він висловив думку про те, що фразеологія займе «відособлену і стійку позицію … у лінгвістичній літературі майбутнього».
Поліванов досліджував фольклор; зокрема, він був одним з перших великих дослідників киргизького епосу «Манас». У 30-ті роки багато глав епосу були вперше перекладені на російську саме ним.
Вчений займався поетикою, був близький до літературознавців російської формальної школи. Листувався з Р. Якобсоном, друкувався у виданнях Празького лінгвістичного гуртка. В кінці життя склав другий в СРСР словник лінгвістичних термінів, виданий лише в 1991 році.
Також Поліванов був видатним поліглотом, він знав, як він сам стверджував, 18 мов: французьку, німецьку, англійську, латинську, грецьку, іспанську, сербську, польську, китайську, японську, татарську, узбецьку, туркменську, казахську, киргизьку, таджицьку, естонську та російську. У різних джерелах вказується, що нацковець знав більше двох десятків мов — ймовірно, крім зазначених 18-ти, він знав пасивно деякі інші мови (у книзі І. П. Сусова вказуються абхазька, азербайджанська, албанська, калмицька, асирійська, арабська, грузинська, дунганська, корейська та мордовська (ерзя)).

## Основні праці
За життя вченого було видано близько 140 його публікацій, у тому числі близько 20 книг та брошур. Але багато його робіт так і залишилися у рукописному вигляді чи були втрачені.
Нижче представлені деякі праці Є. Поліванова:
1. Поліванов Є. Д. Сравнительно-фонетический очерк японского и рюкюского языков (Порівняльно-фонетичний нарис японської та рюкюської мов) // Східне відділення Імператорського археологічного товариства. — СПб., 1914. — Т. XXII, вип. I—II. — С. 173—190.
2. Поліванов Є. Д. Музыкальное ударение в говоре Токио (Музичний наголос в говірці Токіо) // Видання Імператорської Академії наук. — 1915. — Т. IX, № 15. — С. 1617—1638.
3. Поліванов Є. Д. Материалы по японской диалектологии. Говор деревни Мие, префектуры Нагасаки, уезда Ниси-Соноки. Тексты и перевод (Матеріали з японської діалектології. Говірка села Міе, префектури Наґасакі, повіту Нісі-Сонокі. Тексти та переклад) // Східне відділення Імператорського археологічного товариства. — Петроград, 1915. — Т. XXIII, вип. I—II. — С. 167—201.
4. Поліванов Є. Д. Труды Идзава Сюдзи по живому китайскому языку (Праці Ідзави Сюдзі по живій китайській мові) // Східна збірка. — Петроград : Товариство російських орієнталістів, 1916. — Т. II. — С. 341—344.
5. Поліванов Є. Д. Гласные корейского языка (Голосні корейської мови) // Східна збірка. — Петроград, 1916. — Т. II. — С. 344—348.
6. Поліванов Є. Д. О русской транскрипции японских слов (Про російську транскрипції японських слів) // Праці Японського відділу Імператорського товариства сходознавства. — Петроград, 1917. — Вип. I. — С. 15—36.
7. Поліванов Є. Д. Акцентуация японских прилагательных с двусложной основой (Акцентуація японських прикметників із двоскладною основою) // Видавництво Російської Академії наук, Серія VI. — 1917. — Т. XI, № 12—18. — С. 1089—1093.
8. Поліванов Є. Д. Тезисы доклада проф. Поливанова «О принципах построения турецкой грамматики» (Тези доповіді проф. Поліванова «Про принципи побудови турецької граматики») // Наука та освіта. — Ташкент, 1922. — № 1. — С. 12.
9. Поліванов Є. Д. Процесс грамматикализации. (Глава из общей морфологии) (Процес граматікалізації. (Глава із загальної морфології)) // Там само.. — С. 14—16.
10. Поліванов Є. Д. Звуковой состав ташкентского диалекта (Звуковий склад ташкентського діалекту) // Там само.. — С. 17—19.
11. Поліванов Є. Д. Лекции по введению в языкознание и общей фонетике (Лекції по введенню в мовознавство і загальну фонетику). — Берлін : Державне видавництво РРФСР, 1923. — 96 с.
12. Поліванов Є. Д. Из теории фонетических конвергенций. Латинский пример конвергенции с полным уподоблением. (Первая стаття по теории фонетических конвергенций) (З теорії фонетичних конвергенцій. Латинський приклад конвергенції з повним уподібненням. (Перша стаття по теорії фонетичних конвергенцій)) // Там само.. — С. 106—108.
13. Поліванов Є. Д. Фонетические особенности касимовского диалекта (Фонетичні особливості касімовського діалекту). — Москва : Московський інститут сходознавства, 1923.
14. Проблема латинского шрифта и турецких письменностях (Проблема латинського шрифту і турецьких писемностях). — Москва : Московський інститут сходознавства, 1923. — 20 с.
15. Поліванов Є. Д. Образцы фонетических записей ташкентского диалекта (Зразки фонетичних записів ташкентського діалекту) // Бюлетень 1-го Середньо-Азіатського державного університету. — Ташкент, 1924. — № 4. — С. 87—90.
16. Поліванов Є. Д. Вокализм северо-восточных японских говоров (Вокалізм північно-східних японських говірок) // Доповідь АН СРСР, Серія В. — Ленінград, 1924. — С. 105—108.
17. Поліванов Є. Д. О метрическом характере китайского стихосложении (Про метричний характер китайського віршування) // Доповідь АН СРСР, Серія В. — Ленінград, 1924. — С. 156—158.
18. Поліванов Є. Д. К вопросу об обще-турецкой долготе гласных (До питання про загально-турецьку довготу голосних) // Бюлетень 1-го Середньо-Азіатського державного університету. — 1924. — № 6. — С. 157.
19. Поліванов Є. Д. Проект латинского шрифта узбекской письменности (Проект латинського шрифту узбецької писемності) // Там само.. — С. 158—159.
20. Поліванов Є. Д. О гортанных согласных в преподавании арабского языка (Про гортанні приголосні у викладанні арабської мови) // Бюлетень Середньо-Азіатського державного університету. — Ташкент, 1924. — Вип. 7. — С. 28—29.
21. Поліванов Є. Д. Новая казак-киргизская (Байтурсуновская) орфография. Спорные вопросы киргизской графики и орфографии (Нова казак-киргизька (Байтурсуновська) орфографія. Спірні питання киргизької графіки та орфографії) // Там само.. — С. 35—43.
22. Поліванов Є. Д. Краткая классификация грузинских согласных (Коротка класифікація грузинських приголосних) // Там само.. — 1925. — Вип. 8. — С. 113—118.
23. Поліванов Є. Д. Идеографический мотив в формации орхонского алфавита. (Гипотеза о происхождении орхонских букв) (Ідеографічний мотив у формації орхонського алфавіту. (Гіпотеза про походження орхонських літер)) // Там само.. — 1925. — Вип. 9. — С. 177—181.
24. Поліванов Є. Д. Характеристика западнояпонской системы музыкальной акцентуации. (Акцентуация в Киото и Тоса) (Характеристика західнояпонської системи музичної акцентуації. (Акцентуація в Кіото та Тоса)) // Там само.. — С. 183—194.
25. Проекты латинизации турецких письменностей СССР. К Туркологическому съезду II (Проекти латинізації турецьких писемностей СРСР. До Туркологічного з'їзду II). — Ташкент, 1926.
26. Краткая грамматика узбекского языка (Стисла граматика узбецької мови). — Ташкент — Москва, 1926.
27. Краткий русско-узбекский словарь (Стислий російсько-узбецький словник). — Ташкент, 1926. III—XII. — 218 с.
28. Поліванов Є. Д. К вопросу о родственных отношениях корейского и «алтайских» языков (До питання про спорідненість корейського та «алтайських» мов) // Там само.. — № 15—17. — С. 1195—1204.
29. Краткая фонетическая характеристика китайского языка (Коротка фонетична характеристика китайської мови). — Москва, 1927. — 25 с.
30. Введение в языкознание для востоковедных вузов (Вступ до мовознавства для сходознавчих вузів). — Ленінград, 1928. VI. — 220 с.
31. Поліванов Є. Д. Материалы по японской акцентологии (Матеріали за японської акцентології) // Там само.. — С. 133—149.
32. Поліванов Є. Д. Факторы фонетической эволюции языка, как трудового процесса (Фактори фонетичної еволюції мови, як трудового процесу) // Там само.. — С. 20—42.
33. В соавторстве с Н. Поповым-Татива. Пособие по китайской транскрипции (Посібник по китайській транскрипції). — Москва, 1928. II. — 92 с.
34. Поліванов Є. Д. Основные формы графической революции в турецких письменностях СССР (Основні форми графічної революції в турецьких писемностях СРСР) // Там само., кн. 23—24. — 1928. — С. 314—330.
35. Поліванов Є. Д. Одно из доказательств общности происхождения арабского и европейского алфавитов (Один із доказів спільного походження арабського та європейського алфавітів) // Культура та письменність Сходу, кн. V. — Баку, 1929. — С. 35—50.
36. Поліванов Є. Д. Круг современных проблем современной лингвистики (Коло сучасних проблем сучасної лінгвістики) // Російська мова в радянській школі. — Москва, 1929. — № 1. — С. 57—62.
37. У співавторстві з О. В. Плетнером. Грамматика японского разговорного языка (Труды Моск. ин-та востоковедения им. Н. Н. Нариманова, XIV) (Граматика японської розмовної мови (Праці Моск. Ін-ту сходознавства ім. М. М. Наріманова, XIV)). — Москва, 1930. — 189 с.
38. У співавторстві з А. І. Івановим. Грамматика современного китайского языка (Труды Ин-та востоковедения им. Н. Н. Нариманова, XV) (Граматика сучасної китайської мови (Праці Ін-ту сходознавства ім. М. М. Наріманова, XV)). — Москва, 1930. — 304 с.
39. За марксистское языкознание. Сб. популярных лингвистических статей (За марксистське мовознавство. Збірка популярних лінгвістичних статей). — Москва, 1931. — 184 с.
40. Поліванов Є. Д. Японский язык (Японська мова) // ВРЕ. — Москва, 1931. — Т. 65. — С. 730—736.
41. Поліванов Є. Д. Историко-фонетический очерк японского консонантизма (Історико-фонетичний нарис японського консонантизму) // Інститут мови та літератури. — Москва, 1931. — Т. 4. — С. 147—188.
42. Поліванов Є. Д. Корейский язык (Корейська мова) // Літературна енциклопедія. — Москва, 1931. — Т. 5. — С. 469—471.
43. Узбекская диалектология и узбекский литературный язык. (К современной стадии узбекского языкового строительства) (Узбецька діалектологія та узбецька літературна мова. (До сучасної стадії узбецького мовного будівництва)). — Ташкент, 1933. — 45 с.
44. Русская грамматика в сопоставлении с узбекским языком (Російська граматика у зіставленні з узбецькою мовою). — Ташкент, 1933. — 182 с.
45. Поліванов Є. Д. Фонологическая система ганьсуйского наречия дунганского языка (Фонологічна система ганьсуйської говірки дунганської мови) // Питання орфографії дунганської мови. — Фрунзе, 1937. — С. 30—40.

## Вшанування пам'яті
У Смоленську, рідному місті Є. Поліванова, в пам'ять про вченого щорічно проводяться філологічні наукові конференції — Полівановські читання. У 2001 році, в рамках цих читань, відбувся міжнародний семінар «Є. Д. Поліванов і його ідеї в сучасному висвітленні».